# RD-253
RD-253 (ロシア語: Раке́тный дви́гатель 253, ロケットエンジン253)は、ソビエト連邦が開発して現在はロシアのNPOエネゴマシュが生産する液体燃料ロケットエンジンで、プロトンロケットの第1段に使用される。RD-253は世界初の非低温燃料による酸化剤リッチの高温のタービン駆動後のガスを再燃焼する二段燃焼サイクルエンジンである。この二液推進系のエンジンは毒性のある非対称ジメチルヒドラジン/四酸化二窒素を推進剤とするように設計され、利用には環境と経済的な問題がある。しかし、高沸点の自己着火性推進剤のおかげでRD-253はより単純で安全で廉価でその設計は負の側面を上回る。

## 歴史
RD-253の開発は1961年に始まった。エンジンの予備調査と開発、さらに生産はヴァレンティン・グルシュコの指導の下で行われ1963年に完成した。RD-253は酸化剤リッチの二段燃焼サイクルを使用していた。1965年7月にロケットの第一段の動力として6基のエンジンが初めて使用された。
RD-253の開発と生産は当時高推力と比推力と燃焼室圧力によりロケットの質的飛躍をもたらした。このエンジンはソビエトと近代のロシアにおいて使用される最も信頼性の高いエンジンのひとつである。2003年度末までに2000基が使用され、うち故障したものは2基のみである。
全てのプロトンロケットの第一段には6基のRD-253が使用されロシアの宇宙計画において極めて重要な部分でこのロケットが運搬に選ばれた。その中にはルナ、ベネラ、マーズプローブ、有人の宇宙ステーションであるサリュートやミールや国際宇宙ステーションのいくつかのモジュールの打ち上げも含まれる。大型の人工衛星の打ち上げにも使用される。
エンジンの原形機の開発以来いくつかの改良型が設計されたがロケットには使用されなかった。それらの一つに実験機の段階で開発が中止されたRD-256がある。それは中止された宇宙船の為に設計されたもので飛行には使用されなかった。改良型であるRD-254は真空中での作動時にノズルが伸展する構造だった。

## 技術
非対称ジメチルヒドラジン(UDMH)と四酸化二窒素(N2O4)を予燃焼室で燃焼させタービンを駆動して総出力18.7 MWで2基の主ポンプを駆動する。
このエンジンの特性はポンプを駆動するタービンが予燃焼室からのガスで駆動される事である。大半の酸化剤と少量の燃料が供給され低温で燃焼してタービンを駆動する。予燃焼室からの排出ガスは主燃焼室へ送られ燃料が加えられ燃焼する。この設計によりエンジンの燃焼室の圧力は15MPaに達し、ポンプを駆動する為に使用される流量が毎秒520kgにも達するガスも無駄にはならない。同時に予燃焼と主燃焼は不安定で燃焼振動を伴う。RD-253の設計は類似のエンジンであるRD-107と比較して大きさや重量を低く抑える事が期待された。
初期の開発と生産における幾つかの問題にも拘らず、RD-253は現在もプロトンロケットに使用される。その間、約2000基が生産された。それらの幾つかは推力が1578/1746kN(海面高度/真空中)、燃焼室圧力が15.7MPaに増強されたRD-275 (14D14) (1990年以降)や2007年7月に初打ち上げのプロトンMに搭載された離床時の推力が5%以上増加したRD-275m (14D14M)のような増強型である。

## 現在の状態と開発
プロトンロケット向けのRD-253の販売と使用の権利はNPOエネゴマシュに属しロシアのペルミで生産される。
改良型のRD-275 (14D14)はより強力な派生型のエンジンとして1987年から1993年に開発された。燃焼室圧力の向上により推力が7.7%増え静止軌道へのペイロードが600 kg (1,300 lb)以上増えた。このエンジンを搭載したプロトンロケットの初打ち上げは1995年に完了した。
2001年にエネゴマシュは次のより強力な派生型エンジンの開発を開始した。5.2%高い推力で14D14M (RD-275M)となる。静止軌道に150 kg (330 lb)多く運べるように設計される。
この派生型エンジンのいくつかの試験は2002年から2003年にかけて完了した。それには計735秒の3基の試験用RD-275Msによる4回の燃焼試験が含まれる。2005年半ばに政府の製造認可を得た。
最終型であるRD-275MはしばしばRD-276として扱われるが2009年時点においてRD-275M (14D14M)という名称が一般的である。エンジン単体の製造費用は資料により1.5百万ドル、或いは1百万ドルという例もある。
ソビエト連邦崩壊後は、バイコヌール宇宙基地が海外領土（カザフスタン）になったため、失敗時の環境毒性がより問題視されるようになった。2007年のプロトンロケット打ち上げ失敗ではカザフスタンから除染処理費用として6千万ドルを請求されている。

## 関連
- プロトン - RD-275を使用する
- ロケットエンジン